# Radhouane Slimane
Radhouane Slimane (arab. رضوان سليمان; ur. 16 sierpnia 1980 w Kairuanie) – tunezyjski koszykarz, reprezentant kraju, olimpijczyk, występujący na pozycji silnego skrzydłowego, obecnie zawodnik zespołu US Monastyr.

## Osiągnięcia
Stan na 19 września 2022, na podstawie, o ile nie zaznaczono inaczej.

### Drużynowe
- Mistrz:
  - Koszykarskiej Ligi Afryki (BAL – 2022)
  - Klubowych Mistrzostw Krajów Arabskich (2011, 2015, 2016)
  - Tunezji (2001–2003, 2011, 2019–2022)
  - Magrebu (2003)
- Wicemistrz Koszykarskiej Ligi Afryki (BAL – 2021)
- Brąz Klubowych Mistrzostw Krajów Arabskich (2019)
- Zdobywca Pucharu Tunezji (2002, 2005, 2011, 2016, 2020–2022)

### Indywidualne
- MVP Pucharu Tunezji (2022)
- Najlepszy skrzydłowy ligi tunezyjskiej (2019)
- Zaliczony do I składu Koszykarskiej Ligi Afryki (BAL – 2022)

### Reprezentacja
Drużynowe
- Mistrz Afryki (2011, 2017, 2021)[3][4]
- Brązowy medalista igrzysk śródziemnomorskich (2013)
- Uczestnik:
  - mistrzostw:
    - świata (2010 – 24. miejsce[5], 2019 – 20. miejsce[6])
    - Afryki (2003 – 6. miejsce, 2005 – 8. miejsce[7], 2007 – 6. miejsce[8], 2011, 2013 – 9. miejsce[9], 2017, 2021)

  - igrzysk olimpijskich (2012 – 11. miejsce)[10]
  - kwalifikacji:
    - afrykańskich do mistrzostw świata (2017 – 2. miejsce, 2021)
    - do Afrobasketu (2007, 2005, 2011, 2017, 2020)
    - olimpijskich (2020/2021 – 6. miejsce)

Indywidualne
- Lider punktowy mistrzostw Afryki (2005 – 14,8)[11]